# 제프 유
제프 유(Jeff Yoo, 1978년 10월 30일 ~ )는 미국 국적의 한국 교포 출신 축구 선수이다.